# Чёрный Яр (Свердловская область)
Чёрный Яр — посёлок в Новолялинском городском округе Свердловской области России.

## Географическое положение
Чёрный Яр расположен в 70 километрах (по дорогам в 102 километрах) к северо-западу от города Новой Ляли, на правом берегу реки Лобвы.

## Население
| 2002 | 2010 |
| ---- | ---- |
| 109  | ↘41  |

В посёлке родились:
- Вдовин Виктор Михайлович (1946—2013) — учёный, генерал-майор авиации.
- Коробейников Анатолий Антонович (р. 1937) — член Совета Федерации.
- Коробейников Михаил Антонович (р. 1941) — учёный в области экономики, организации и управления агропромышленным комплексом.